# 루이스 벌코프

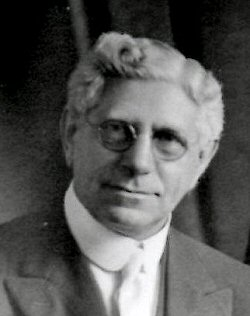
루이스 벌코프

루이스 벌코프(Louis Berkhof, 1873년 10월 14일 ~ 1957년 5월 18일)는 네덜란드에서 이민한 미국의 개혁 신학자였고 칼빈 신학교의 교수였다. 그의 대표적 저서 "조직신학"은 지금까지 미국, 캐나다, 그리고 한국에 있는 개혁주의 관련 신학교와 기독교 대학에서 가장 영향력있는 작품이다.

## 생애
벌코프는 1873년 네덜란드 엠맨(Emmen)에서 태어났는데 그의 부모가 1882년 미국 미시간주 그랜드 래피즈로 이민왔다. 그는 학교를 졸업한 후에 레카 디즉후스(Reka Dijkhuis)와 결혼하였는데 그녀가 1928년에 소천하기까지 4명의 자녀들이 있었고 재혼하여 2 딸들을 가지게 되었다.

## 교육 및 경력
1900년, 그는 그랜드 래피즈의 칼빈 신학교를 졸업하고 앨런 데일에 있는 제일 기독교 개혁 교회에서 목회를 하였다. 그는 프린스턴 신학교를 졸업하여 B.D를 취득하였다. 그는 오크데일 파크 교회에서 목회하였다. 1906년 그는 칼빈 신학교의 교수로 임용되어 약 40년 동안 가르쳤다. 1926년에 조직 신학 부서로 이동 될 때까지 처음 20년 동안 그는 성서학을 가르쳤다. 그는 1931년부터 1944년 은퇴 할 때까지 신학교의 총장을 수행하였다.

## 출판물
대표적인 작품으로 Systematic Theology (1932, revised 1938),  History of Christian Doctrines (1937)이 있다.

## 업적
벌코프는 창의적이며 사색적이지 않았지만 존 칼빈, 아브라함 카이퍼 및 헤르만 바빙크와 같은 개혁신학의 전통에서 신학적 사고를 조직하고 설명하는데 있어서 매우 뛰어났다.

## 신학방법
벌코프는 전통적인 화란의 개혁 신학자들의 방법에 따라서 성경 계시에 근거하여 조직신학의 체계적인 방법을 제시한다. 자신이 책 조직신학에 이 제시한 아래 5가지 틀 가운데 한 가지만 주장하여 신학을 전개한다면 좋지 못하다고 한다. 자신의 방법으로 하나님에 대한 계시를 논리적으로 신론에서 종말론까지 통일성을 산출하는 종합적 방법을 주장한다.
삼위일체적 방법
사도신경에서 인출, 약점으로 인간론과 구원론이 미흡하다.
분석적 방법
Calixtus가 신학의 궁극적 목적이라고 생각하는 축복에서 시작하는데, 하느님의 영광보다 축복이 더 신학의 목적이 된다.
언약론적 방법
코게이우스(Coccejus)는 하나님과 인간의 언약 관계를 중심 강조만 한다. 신론과 인간론 중심으로 제한된다.
기독론적 방법
이 방법은 계시의 중심이 되지만 신학의 출발점이 되어서는 안된다.
왕국개념에 기초된 방법
리츨의 영향으로 왕국개념을 사용하게 되면 인간, 죄, 신인이신 그리스도에 대한 교리를 조직하는데 문제가 있다고 한다.